# Luca Poldelmengo
Luca Poldelmengo, né le 3 février 1973 à Rome, en Italie, est un écrivain et un scénariste italien, auteur de roman policier.

## Biographie
Après avoir écrit le scénario de Béton armé (Cemento armato) en 2007, il publie en 2009 son premier roman, Le Salaire de la haine (Odia il prossimo tuo), publié en français dans la collection Rivages/Noir.

## Œuvre

### Romans
- Odia il prossimo tuo (2009) Publié en français sous le titre Le Salaire de la haine, traduit par Patrick Vighetti, Paris, Rivages/Noir no 909, 2013  (ISBN 978-2-7436-2496-5)
- L'Uomo nero (2012) Publié en français sous le titre L'Homme noir (it), traduit par Patrick Vighetti, Paris, Rivages/Noir no 981, 2015  (ISBN 978-2-7436-2969-4)
- Nel posto sbagliato (2014)

## Filmographie
- 2007 : Béton armé (Cemento armato), film italien réalisé par Marco Martani